# 小行星23164
小行星23164（23164 Badger）是一颗绕太阳运转的小行星，为主小行星带小行星。该小行星于2000年4月20日发现。

## 轨道参数
小行星23164的轨道半长轴为423 818 416 km，2.8330108 UA，离心率为0.105。